# Turbonilla finlayi
Turbonilla finlayi is een slakkensoort uit de familie van de Pyramidellidae. De wetenschappelijke naam van de soort is voor het eerst geldig gepubliceerd in 1926 door A. W. B. Powell.